# Antoine de Bertrand
Antoine (lub Anthoine) de Bertrand (ur. ok. 1530–1540 Fontanges w Owernii, zm. 1580–1582 w Tuluzie) – francuski kompozytor.
Od około 1560 roku działał w Tuluzie, gdzie obracał się w kręgu humanistów skupionych wokół kardynała Georgesa d’Armagnac. Pozostawił po sobie trzy zbiory (opublikowane 1576, 1578 i 1578) kompozycji polifonicznych, głównie chansons. Pierwsze dwa oparte były na poezjach Pierre’a de Ronsard. Ponadto skomponował pieśni religijne, hymny i motety. Kompozycje Bertranda cechują się oryginalnymi połączeniami chromatycznymi, w niektórych utworach pod wpływem starożytnej teorii muzyki stosował skalę enharmoniczną, wprowadzając interwały mniejsze niż półton.